# Siegfried Sassoon
Siegfried Sassoon CBE MC (Brenchley (Kent), 8 september 1886 – Heytesbury (Wiltshire), 1 september 1967) was een Engelse dichter en prozaschrijver.

## Levensloop
Sassoon werd bekend als schrijver van anti-oorlogspoëzie tijdens de Eerste Wereldoorlog, maar had later ook veel succes als schrijver van proza over andere onderwerpen.
Hij studeerde in Cambridge, maar vertrok daar zonder af te studeren, aangezien hij meer interesse had in sport en poëzie. Hij verdeelde zijn tijd tussen het jagen op het platteland en het leven in Londen, waar hij een aantal kleine dichtbundels publiceerde, die overigens weinig succesvol waren. Zijn eerste succes boekte hij met The Daffodil Murderer, een parodie op 'The Everlasting Mercy' van John Masefield (1913).
Bij het uitbreken van de oorlog meldde hij zich aan bij het leger. Na een vertraging wegens een gebroken arm, opgelopen bij het paardrijden, vertrok hij in mei 1915 naar Frankrijk.
Sassoon toonde zich een heldhaftig officier. Hij raakte tweemaal gewond en ontving het 'Military Cross'. Hij ontwikkelde echter ook een hevige afkeer van de mensen die verantwoordelijk waren voor het nutteloze verlies van jonge levens en de verschrikkelijke omstandigheden waarin de soldaten moesten leven. Hij ontmoette de schrijver Robert Graves, met wie hij bevriend raakte en veel discussieerde over literatuur. In 1916 werd hij wegens een verwonding naar Engeland teruggestuurd, waar hij herstelde in Somerville College, Oxford. Zijn beste vriend en mede-officier, Robert Graves, verbleef ook in Somerville College. Beiden schreven over hun verblijf en herstel in Somerville.
In Edinburgh in het ziekenhuis Craiglockhart, waar ze beiden geholpen werden voor een ''shell shock''. ontmoette hij de dichter Wilfred Owen, op wie hij grote invloed uitoefende en wiens werk hij ook na de oorlog in de belangstelling bracht. Siegfried Sassoon kreeg het label shell shocked nadat hij door zijn brief Finished with the War. A soldier's declaration in een benarde situatie dreigde te belanden. Als officier nam hij het op voor zijn manschappen tegen de onredelijke waanzin met moordende gevolgen door keuzes van oversten en politici. Hij zond de brief naar zijn bevelvoerende officier. De brief verscheen vervolgens op 27 juli in de Bradford Pioneer, werd voorgelezen in het lagerhuis op 30 juli en op 31 juli drukte de London Times hem af. De krijgsraad had een gevolg kunnen zijn. Hij werd door vrienden uit de wind gezet door hem naar de psychiatrie van Craiglockhart te verwijzen. 
Zijn verblijf en de ervaringen van Britse officieren die aan shell shock leden en daarvoor in Craiglockhart War Hospital verbleven was het hoofdthema van de roman Regeneration (1991) van Pat Barker. Sassoon was een van de historische figuren, naast Robert Graves en psychiater dr. Rivers, die model stonden voor de romanpersonages. De roman werd genomineerd voor de Booker Prize en werd in 1997 onder dezelfde titel verfilmd.
Na zijn verblijf in Craiglockhart werd hij naar Palestina gestuurd, vanwaar hij weer teruggestuurd werd naar Frankrijk. Daar raakte hij voor de derde keer gewond. Hij beëindigde de oorlog in de rang van kapitein.
Het werk Counter-Attack and Other Poems, verschenen in 1918 — voor de wapenstilstand, was het eerste deel in de anti-oorlogspoëzie en maakte grote indruk. Zijn latere prozawerk is nostalgisch van toon.
Wanneer de Menenpoort in Ieper op 24 juli 1927 ingehuldigd wordt staat Sassoon tussen de menigte en aan de zijde van de haast 55000 namen van vermisten die hem op de muren van de poort vergezellen. Hij start onmiddellijk met het schrijven van het gedicht On Passing the New Menin Gate. Protest en woede, vanuit zijn loopgravenervaring en de ellende en de dood van zijn eigen soldaten weerklinkt in het slotvers:
Misschien verrijzen straks de Doden die zwoegden in het slijm,
om te lachen met dit misdadig schrijn.

## Werk

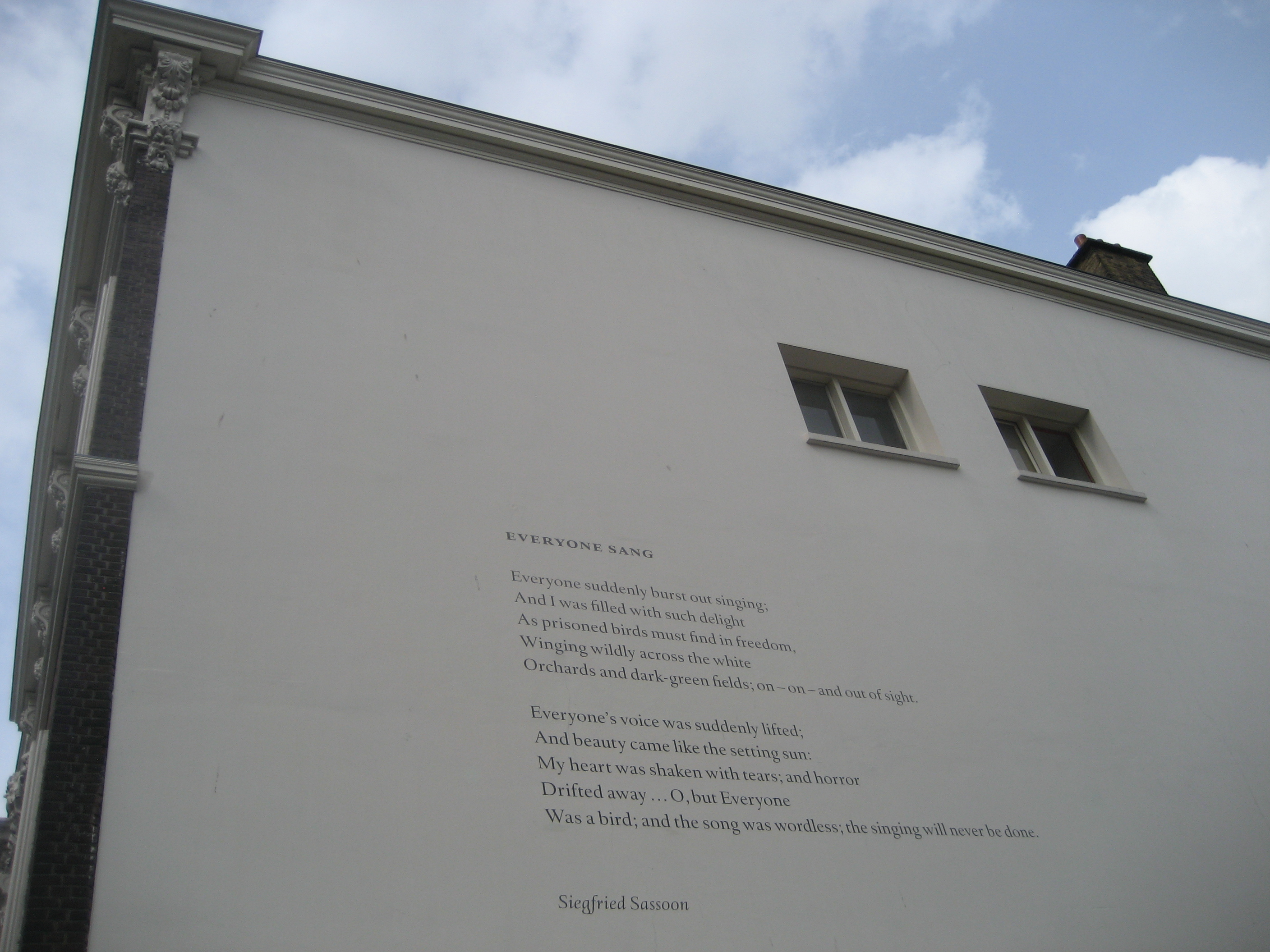
Gedicht Everyone Sang van Sassoon op een muur in Den Haag

### Poëzie
- Suicide In The Trenches (1917)
- The Daffodil Murderer (1913)
- The Poet as Hero
- The Old Huntsman (1917)
- The Dug-Out (1918)
- Counter-Attack (1918)
- Picture-Show (1919)
- War Poems (1919)
- Recreations (1923)
- Lingual Exercises for Advanced Vocabularians (1925)
- Selected Poems (1925)
- Satirical Poems (1926)
- The Heart's Journey (1928)
- Poems by Pinchbeck Lyre (1931)
- The Road to Ruin (1933)
- Vigils (1935)
- Rhymed Ruminations (1940)
- Poems Newly Selected (1940)
- Collected Poems (1947)
- Common Chords (1950/1951)
- Emblems of Experience (1951)
- suicide(L) (1954)
- Sequences (1956)
- Lenten Illuminations (1958)
- The Path to Peace (1960)
- Collected Poems 1908-1956 (1961)
- The War Poems (heruitgave, 1983)

### Proza
- Memoirs of a Fox-Hunting Man (1928) (Ned. vert.: De memoires van een man die op vossen jaagde,  Uitg. IJzer, 2002)
- Memoirs of an Infantry Officer (1930) (Ned. vert.: Memoires van een infanterieofficier, Uitg. IJzer, 2002)
- Sherston's Progress (1936)
- Complete Memoirs of George Sherston (1937)
- The Old Century (1938)
- On Poetry (1939)
- The Weald of Youth (1942)
- Siegfried's Journey (1945)
- Meredith (1948)